# Ilwoon

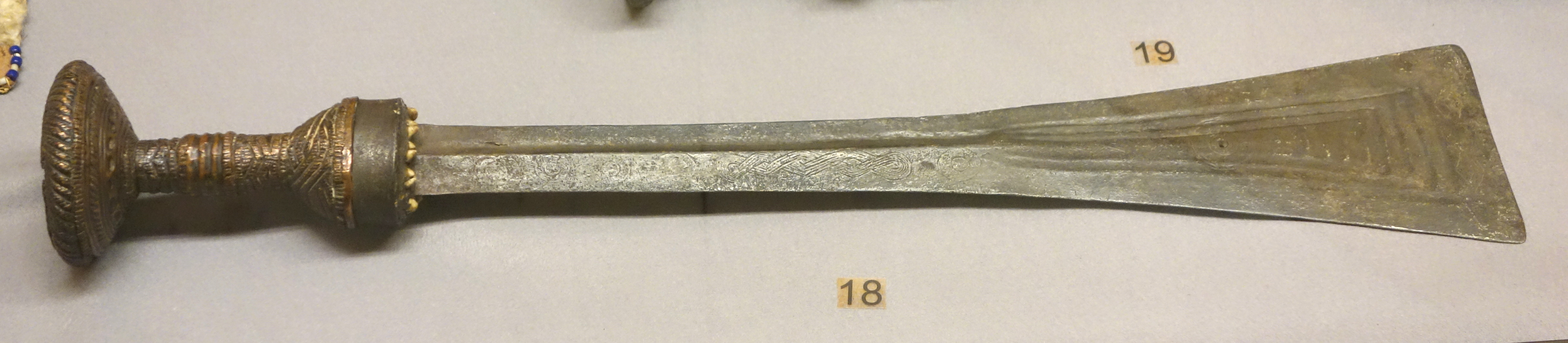
Ilwoon mit einer geraden Spitze

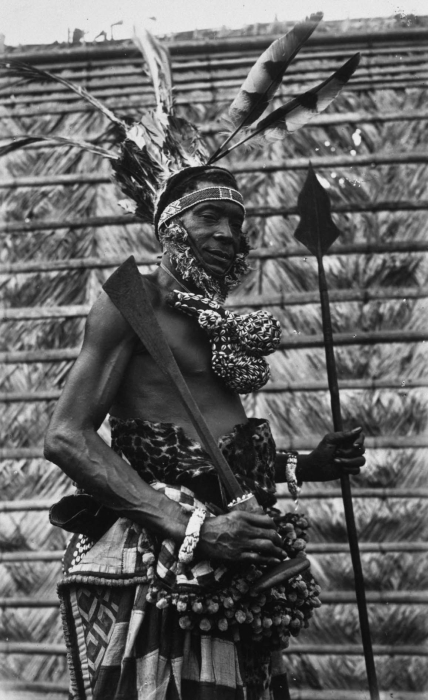
Ein Kuba-Mann mit Ilwoon und Speer

Das Ilwoon oder Ilondo ist ein Schwert der Kuba aus Zentralafrika.

## Beschreibung
Das Ilwoon war der wichtigste Schwerttyp der Kuba. Die Klinge ist symmetrisch, am Griff ist sie schmal, zur Spitze (Ort) hin wird die sie breiter. Sie endet entweder flach wie Beitel oder halbkreisförmig. Der Griff besteht aus Holz und hat einen scheibenförmigen Knauf, welcher mit einem kleinen Zapfen endet. Der Griff ist in der Regel mit eingeschnitzten Verzierungen und schmückenden Elementen aus Kupfer, Messing versehen. Auch mit Harz befestigte Gehäuse von kleinen Nassa- und Kaurischnecken dienen der Verzierung. Die Gesamtlänge beträgt 50–70 cm.
Das Ilwoon war zumindest in der vorkolonialen Zeit eine Kriegswaffe, bis die Kolonialmächte Kämpfe zwischen Stämmen verboten. Danach spielte es auch bei traditionellen Tänzen und Begräbnissen von Würdenträgern eine große Rolle. Der Legende nach geht das Schwert auf den König Shyaam aMbul aNgoong zurück, der im ersten Viertel des 17. Jahrhunderts die verschiedenen Häuptlingstümer einte. Er soll auch verfügt haben, dass das Ilwoon in Friedenszeiten nicht offen getragen werden soll. Auch heute noch wird das Schwert in einer sackartigen Scheide aus Fasern der Bastpalme getragen. Die Kuba stellen exakte Kopien der Ilwoons aus Holz für zeremonielle Zwecke her.